# プッシュプル方式 (航空機)

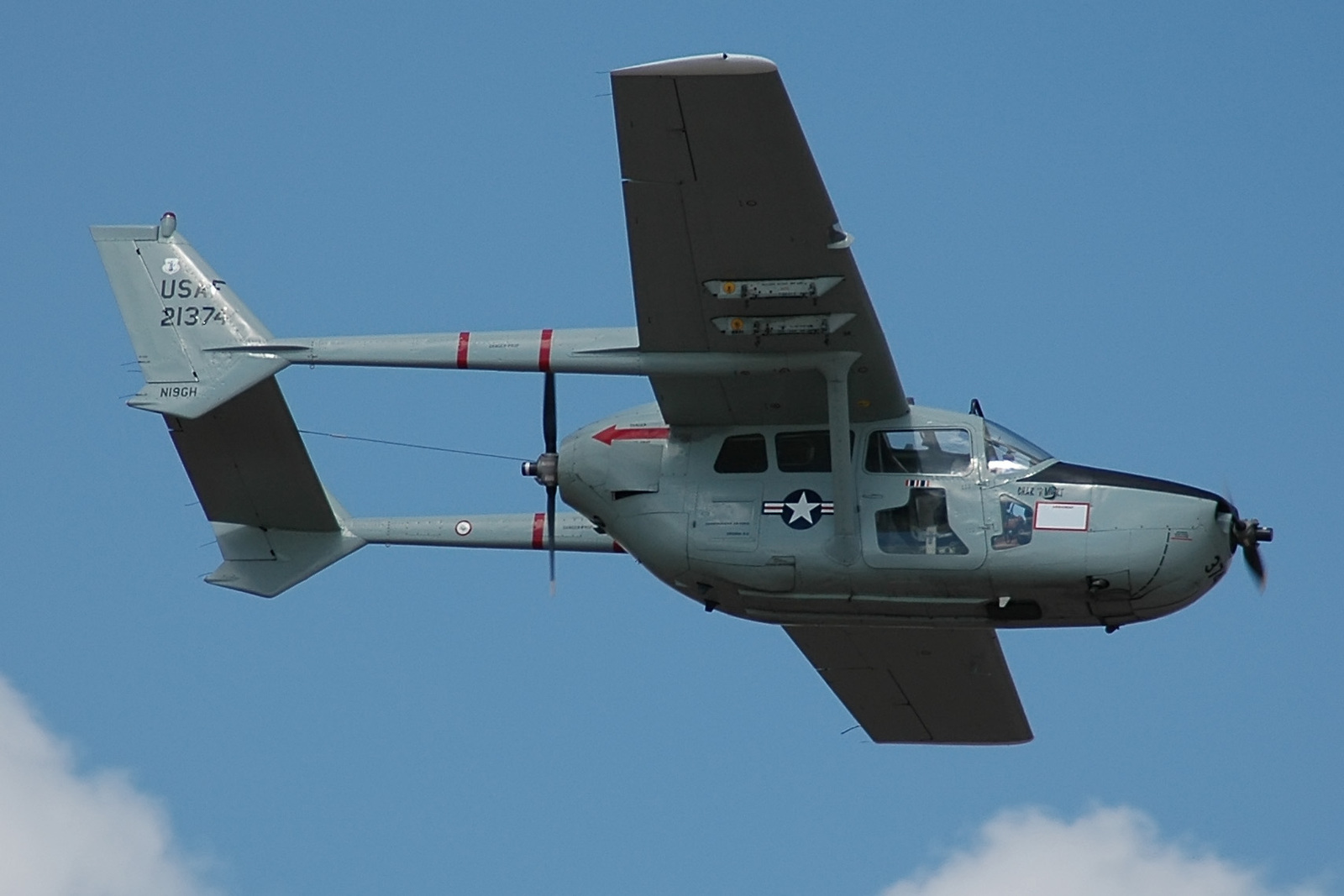
プッシュプル方式の航空機の一例、セスナ O-2 スカイマスター。
後部のエンジンとプロペラは、主翼から伸びた二本の後部胴体の間に配置されている

航空機におけるプッシュプル方式（英語: push-pull configuration）とは、牽引式と推進式を組み合わせて、機体の前後に1機ずつのエンジンとプロペラを配置した形式である。
双発機でもドルニエ シースターやサヴォイア・マルケッティ S.55のような飛行艇の場合は、2機のエンジンを背中合わせにしたうえで胴体ないし主翼の上部に取り付ける形で設計される。4基以上の発動機を持つ航空機においては、複数組のプッシュプル形式を左右(大抵は主翼)に並べている形式も存在する。
タラント テイボーやトゥポレフ マクシム ゴーリキーのように、プッシュプルと通常の牽引式を併用している例も存在する。カプロニ Ca.60は、牽引式と推進式が4基ずつ用いられ、そのうち中央線上に配置された2組が明確なプッシュプルとなっている。左右に配置されたものについては前後を結ぶ支柱を挟んでの遠いプッシュプルという見方もできる構造となっている。
その性質上、機体前面の空気取り入れ口と機体後面の噴射口が必要なジェットエンジンで採用することは実質不可能であり、もっぱらプロペラ機で採用されている。

## 特徴
一つのプロペラしか持たない単発機、またはすべてのプロペラを推進式もしくは牽引式に統一している双発・多発機と比較した場合、以下の特徴がある。

### 長所
- プロペラの回転方向が反対方向になるので、前後のプロペラがお互いのカウンタートルクを相殺する。

同様の効果を持つ2重反転プロペラと比較すると、エンジンが2基必要であるが、構造が単純なので高精度の部品が不要となり、整備も簡単になる。
ギアやドライブシャフトを使用すれば理論上は1基のエンジンで2つのプロペラを回すことも可能である。プロップファンエンジンのロールス・ロイス RB3011は前後にファンを備えるプッシュプル設計を予定していた（計画中止）。
- 双発機の場合、トラブルなどによりエンジンの一方が停止しても推力の軸がずれないため、その状態で飛行する際にも当て舵が不要となり、操縦性が犠牲になりにくい。

### 短所
以下にあげる短所は、機体後部にエンジンとプロペラを装着しているが故のことであり、機体後方のみにプロペラを搭載した推進型の航空機でも同様の問題が起こる。詳細は推進式 (航空機)#利点を参照のこと。
- O-2などのように機体の前後に直接エンジンとプロペラを装着した機体では、離着陸時に頭上げ姿勢を取ると、後部のプロペラが滑走路と衝突しやすくなる[注釈 2]。

このようなエンジン配置の機体は、機体後部のエンジンとプロペラを前部のそれよりも高い場所に配置することで解決している。また、後部胴体を短くした上で尾翼を機体中心から遠ざけることのできる、双胴式を採用している機体も多い。
- 小型機、特に上記のO-2などのように機体の前後にプロペラを装着した機体では、非常時の脱出の際、脱出者がプロペラと接触する危険がある。

戦闘機でこの構造を採用したドルニエ Do335 プファイルでは、圧縮空気式の射出座席を装備したほか、脱出時には尾翼と後部プロペラを爆砕ボルトで分離させることで、パイロットの脱出時の安全を確保している。
- 後部エンジンの冷却効率が、プロペラからの風を受けることのできる前部エンジンよりも低い。

戦闘機でこの方式を採用した機種の一つであるフォッカー D.XXIIIでも、エンジン出力の低さと後部エンジンの冷却能力不足が災いして開発が進まず、ナチス・ドイツのオランダ侵攻までに試作機が1機製造されたのみで終わった。

## ギャラリー

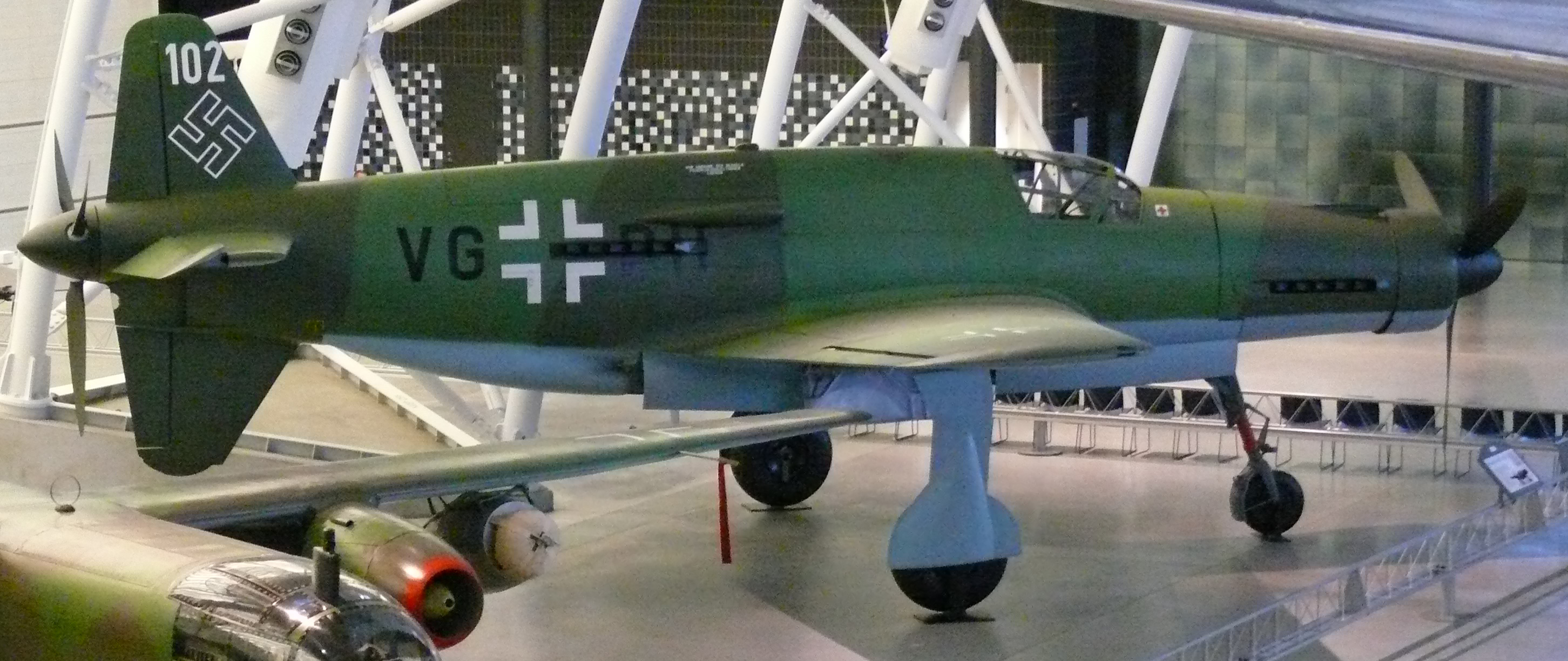
ドルニエ Do335 プファイル
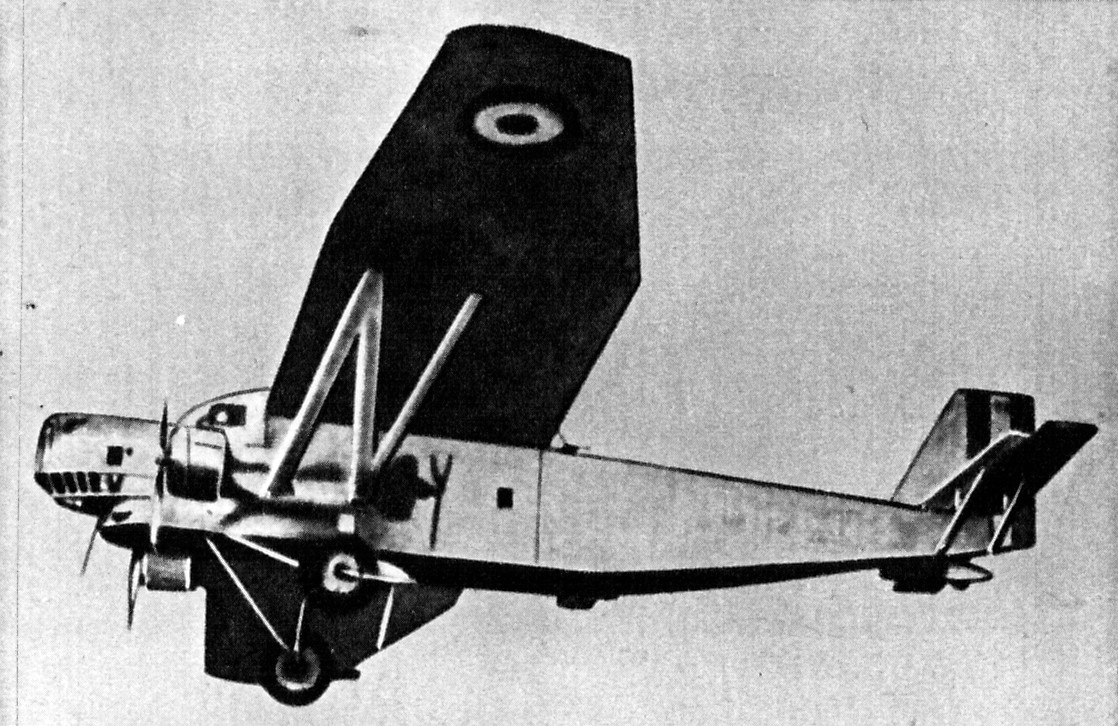
ファルマンF.222
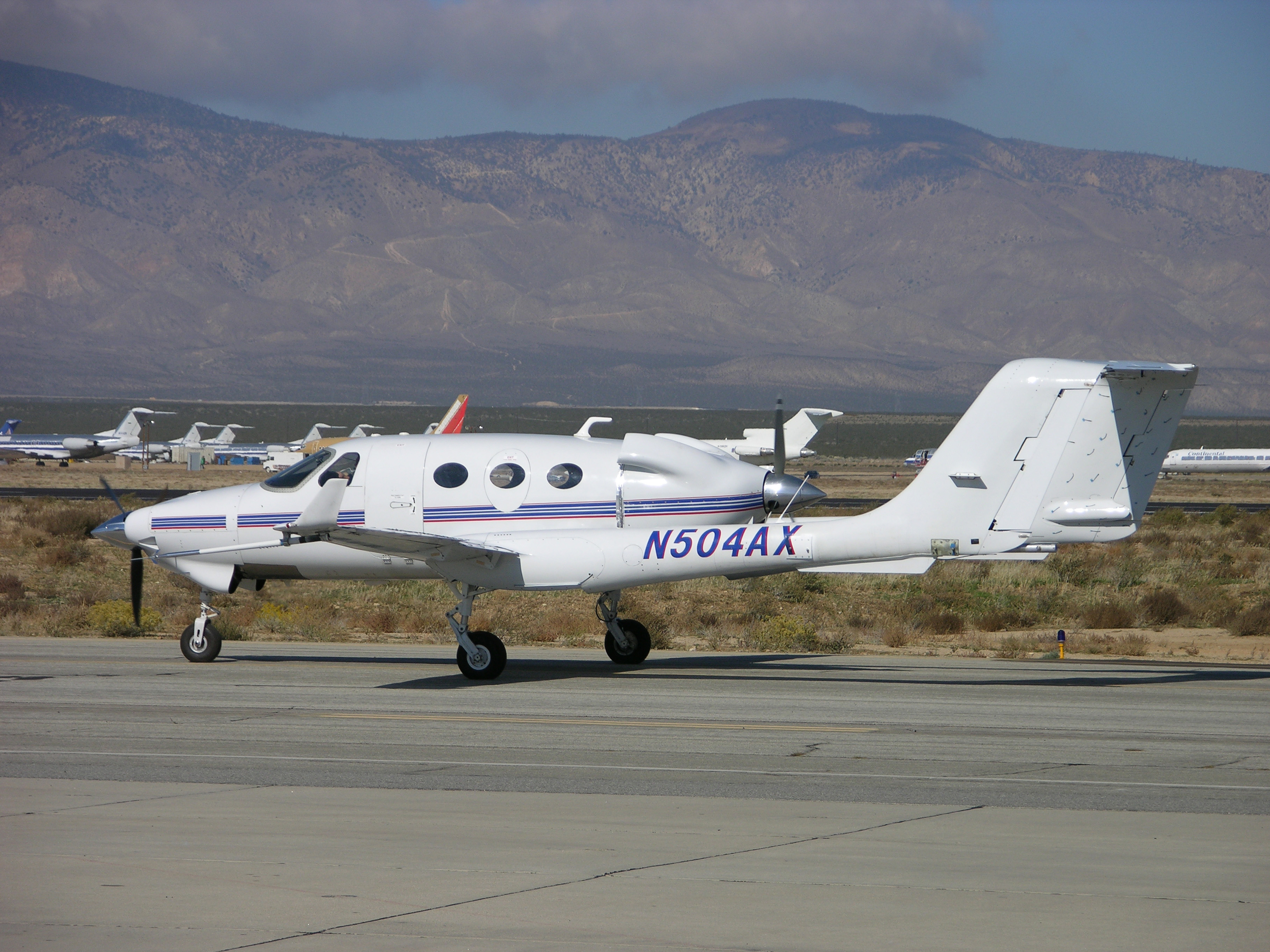
アダム A500（英語版）
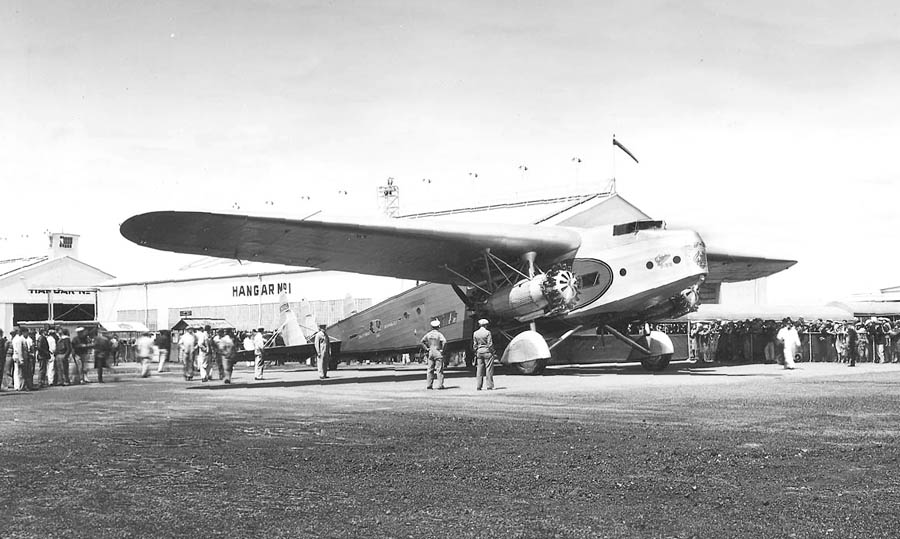
フォッカー F.32 エンジンが左右主翼の下面に2基ずつ、プッシュプル方式で設置されている。
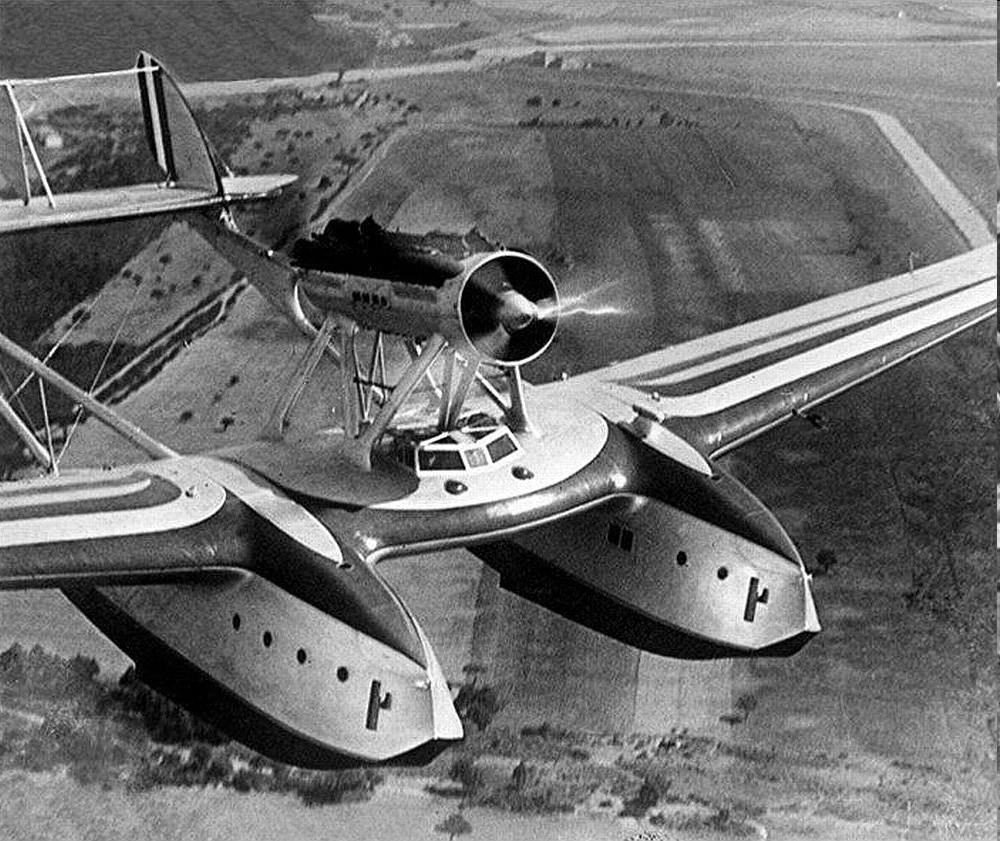
サヴォイア・マルケッティ S.55 プッシュプル式エンジンのすぐ下に操縦席がある。
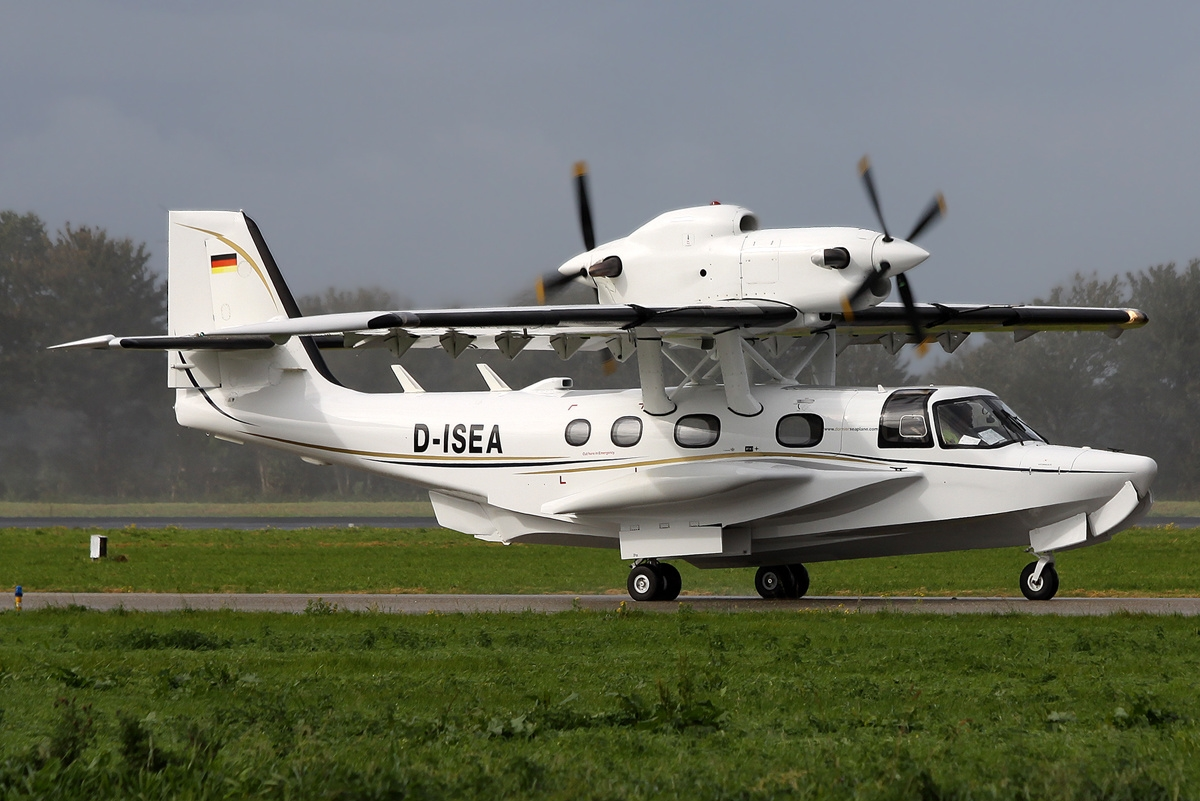
ドルニエ シースター
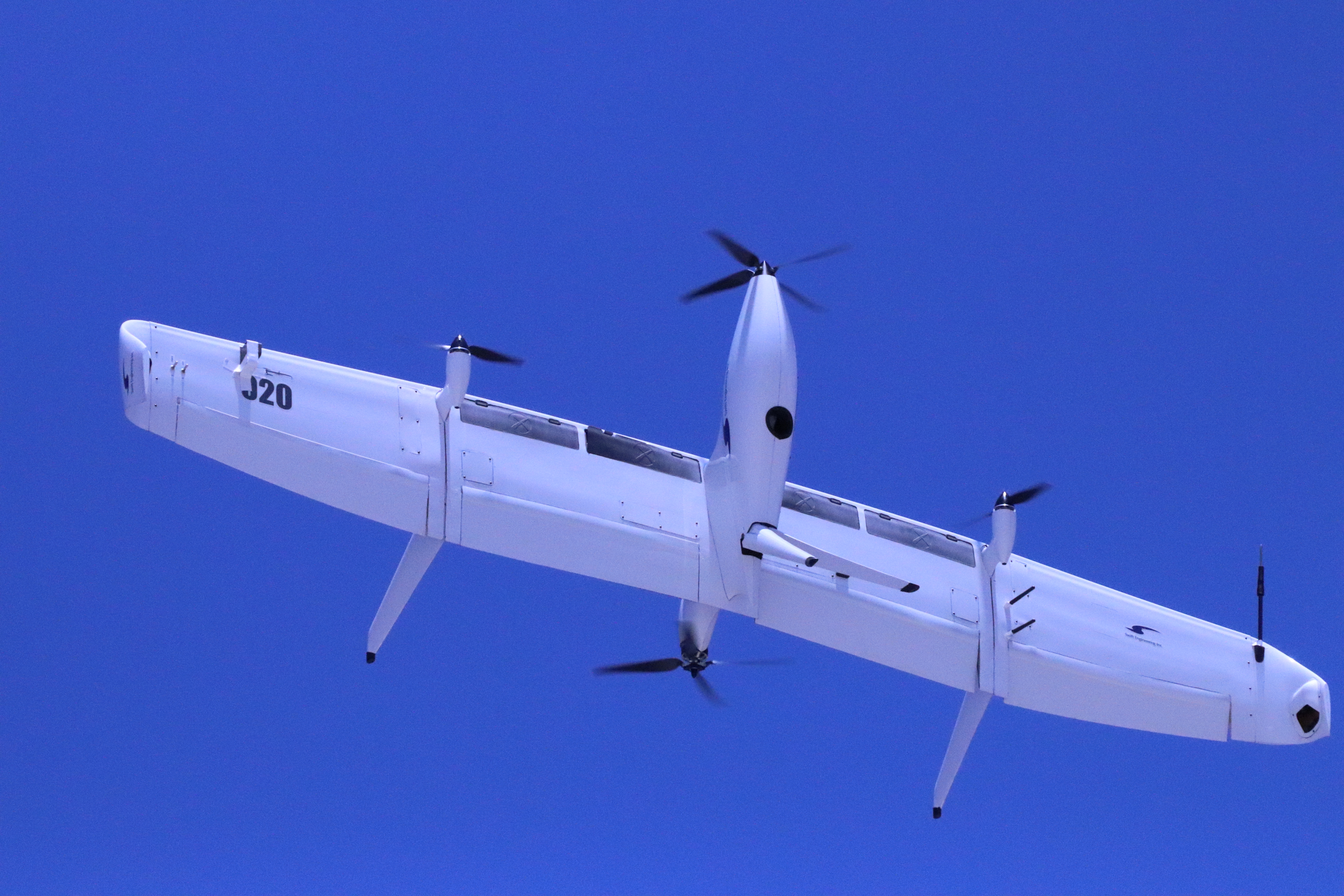
スウィフト020　プッシュプル方式+両翼に牽引式プロペラを備えている。